# 马里纳莱达
马里纳莱达（西班牙語：Marinaleda）是位於西班牙安达卢西亚自治区塞维利亚省的市镇。总面积25平方公里，总人口2650（2001年），人口密度106人/平方公里。其以实行互助主义合作社經濟模式而聞名。